# 파울라 프렌데스
파울라 프렌데스 마르티네스(스페인어: Paula Prendes Martínez, 1983년 1월 21일 ~ )는 스페인의 배우이다.